# さいたま市立大宮南中学校
さいたま市立大宮南中学校（さいたましりつ おおみやみなみちゅうがっこう）は、埼玉県さいたま市大宮区にある公立中学校。

## 沿革
- 1949年（昭和24年） - 大宮市立南中学校が大宮市立大宮小学校を一部使用して大宮市立第一中学校より分離独立。同年10月5日に大宮市立天沼新堀386番地の新校舎2階建1棟、平屋2棟へ移転、開校記念日とする。なお、大宮市立第一中学校は大宮市立東中学校（現・さいたま市立大宮東中学校）に改称する。
- 1952年（昭和27年） - 校旗・校歌制定。新校舎が落成、図書室・音楽室・保健室・理科室を移転する。
- 1954年（昭和29年） - 講堂落成。
- 1955年（昭和30年） - 第1校舎及び小使室が一部焼失。復旧第1校舎及び用務員室落成。
- 1959年（昭和34年） - 運動場整地工事。
- 1961年（昭和36年） - 2階建ての新校舎落成。
- 1966年（昭和41年） - 技術科教室・家庭科調理室落成。
- 1972年（昭和47年） - 校舎増改築4階建て落成。
- 1974年（昭和49年） - 体育館落成。
- 1975年（昭和50年） - 創立25周年記念式典。増築校舎・プール新築のため旧2階校舎解体および技・家庭科教室移転。
- 1976年（昭和51年） - 北校舎東側部分完成。
- 1980年（昭和55年） - 創立30周年記念式典、校歌扁額作成。
- 1985年（昭和60年） - 南校舎落成。
- 1988年（昭和63年） - 創立40周年記念式典。
- 1994年（平成6年） - 武道場落成。
- 1996年（平成8年） - 体育倉庫・部室撤去。樹木剪定。
- 1997年（平成9年） - 創立50周年記念式典。
- 1998年（平成10年） - グランド改修工事。「さわやか相談室」設置。
- 1999年（平成11年） - 国旗掲揚塔設置。
- 2000年（平成12年） - 体育館外部修繕。
- 2001年（平成13年） - 浦和市、与野市との合併に伴いさいたま市立大宮南中学校に改称。
- 2004年（平成16年） - 開校記念日を5月1日に指定。
- 2005年（平成17年） - 給食室およびプール更衣室落成。単独調理校方式開始。
- 2007年（平成19年） - 体育館改修。
- 2016年（平成28年） - 武道場改修。
- 2019年（平成31年）3月14日 - 校舎1階の技術科室を焼く火災。ケガ人無し[1]。

## 交通アクセス
- JR大宮駅から東武バスウエスト「天沼循環（大43）」に乗車し、「大宮高校入口」停留所で下車して、徒歩3分。
- JRさいたま新都心駅から徒歩8分。